# A.S. Junior Pallacanestro Casale
La Associazione Sportiva Junior Libertas Pallacanestro, conocido también por motivos de patrocinio como Novipiù Casale Monferrato es un equipo de baloncesto italiano con sede en la ciudad de Casale Monferrato, Piamonte. Compite en la Serie A2 Oeste, la segunda división del baloncesto en Italia. Disputa sus partidos en el PalaFerraris, con capacidad para 3.510 espectadores.

## Historia
El equipo se funda en 1956, jugando esa misma temporada en la Primera División (en realidad, la quinta categoría del baloncesto italiano), pero en solo ocho años logra ascender hasta la Serie A, el equivalente actual de la Legadue. Pero solo juega una temporada, descendiendo al año siguiente. Durante más de 30 años se mueve entre las Series C y D, hasta que en el año 2000 se hace cargo del club su actual presidente, Giancarlo Cerutti, que le da un nuevo impulso al equipo, ascendiendo a la Legadue en 2005, categoría en la que militan en la actualidad.
En la temporada 2008-09 acabaron en la cuarta posición de la liga regular, perdiendo en las semifinales de los playoffs por el ascenso ante el Vanoli Cremona.

## Nombres
- Krumiri Rossi Portinaro (1956-2003)
- Bistefani Monferrato (2003-2004)
- Junior Pallacanestro Monferrato (2004-2005)
- Curtiriso Casale (2005-2006)
- Junior Pallacanestro Casale (2006-2007)
- Fastweb Junior Casale (2007-2011)
- Novipiù Casale Monferrato (2011-)

## Posiciones en Liga
- 2009 - (4-Legadue)
- 2010 - (4-Legadue)
- 2011 - (1-Legadue)
- 2012 - (17-Serie A)
- 2013 - (3-Legadue)
- 2014 - (12-Serie A2 Gold)
- 2015 - (4-Serie A2 Gold)
- 2016 - (8-Serie A2 Oeste)
- 2017 - (7-Serie A2 Oeste)
- 2018 - (1-Serie A2 Oeste)

## Palmarés
- Campeón de la Divisione Nazionale A (2005)
- Campeón de la Legadue (2011)

## Jugadores destacados
| - Sven Schultze - Bernd Volcic - Jasmin Hukić - Otis George - Nicholas George - Amedeo Della Valle - Vincenzo Esposito - Tommaso Fantoni - Matteo Formenti - Matteo Malaventura - Marco Nicoli - Paolo Prato - Stefano Vidili - Povilas Butkevičius - Mindaugas Katelynas - Oliver Stević - Mats Levin - Troy Brell - Cameron Bennermann - Folarin Campbell - Justin Davis - Taquan Dean - Kevin Dillard - Zabian Dowdell | - Rodney Green - Marcus Hall - David Jackson - Matt Janning - Michael Johnson - Jermaine Marshall - Ricky Minard - Jamal Robinson - Jamar Samuels - Mustafa Shakur - Ronald Slay - Jamar Smith - Donell Taylor - Garrett Temple - Casper Ware - Alex Bougaieff - David Cournooh - Leandro García Morales - Ricky Hickman - David Chiotti - Jarrius Jackson - Donte Mathis - Joe Trapani |